# Cunonia

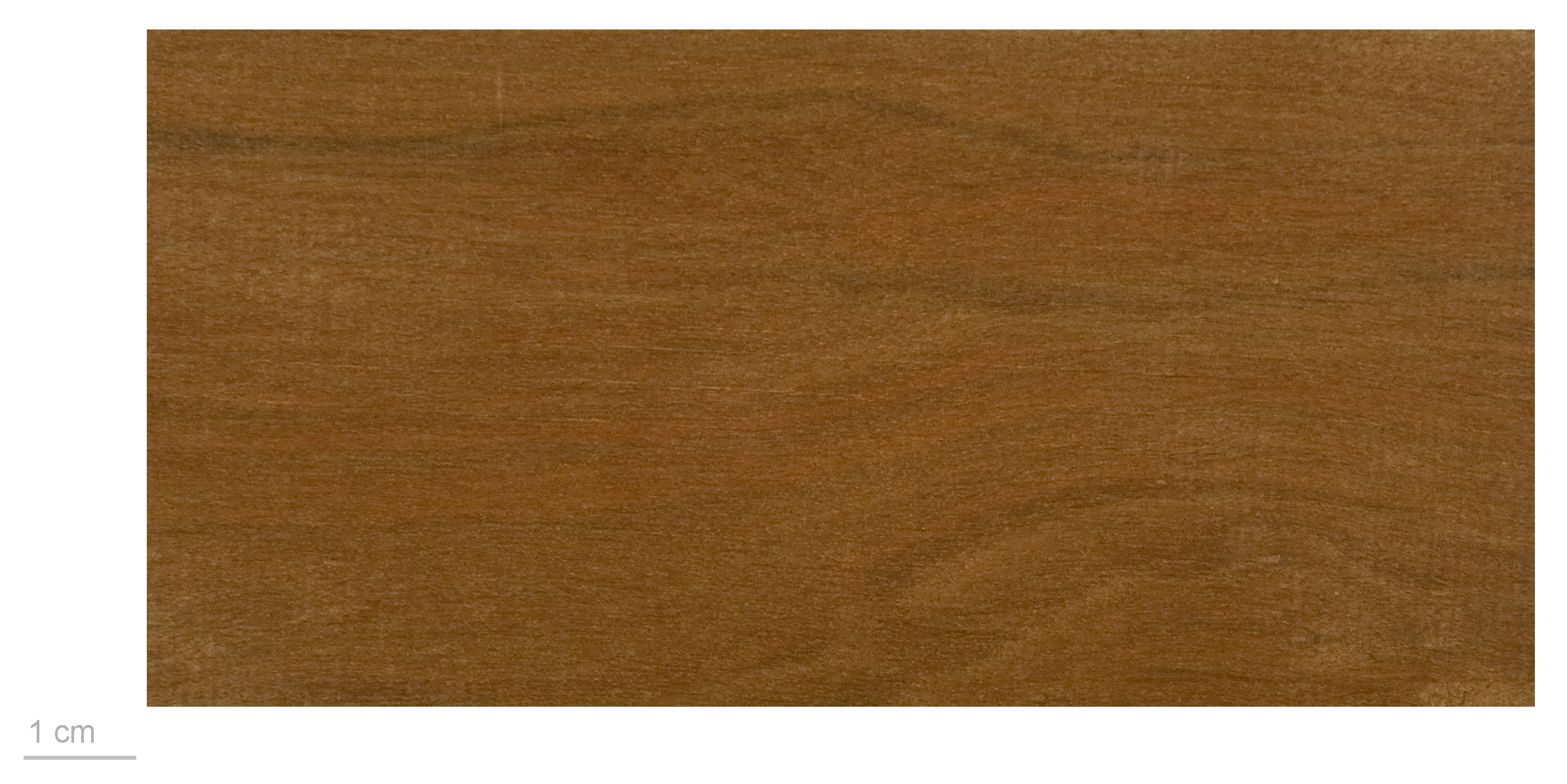
Madera de Cunonia austrocaledonica

Cunonia es un género de plantas con flor con 31 especies descritas, perteneciente a la familia Cunoniaceae. Son árboles nativos de Sudáfrica y Nueva Caledonia.

## Taxonomía
El género fue descrito por Carlos Linneo y publicado en Systema Naturae, Editio Decima 2: 1013, 1025, 1368, en 1759.

#### Etimología
Cunonia: nombre genérico otorgado en honor del militar, comerciante, poeta, escritor y botánico alemán Johann Christian Cuno (1708 – 1783), corresponsal de Carlos Linneo. Nacido en Berlín, desde su juventud se interesó en la poesía y distintos intereses científicos; Durante diez años fue reclutador militar, y tiempo después se estableció en Ámsterdam, donde se convirtió en comerciante y creó un célebre jardín botánico en su propiedad en las afueras de la ciudad, escribiendo sobre este la obra Ode über seinen Garten genannt Nachmahls Besser (1749).

## Especies
Comprende 23 especies y 3 híbridos aceptados:
- Cunonia aoupiniensis Hoogland, 1997
- Cunonia atrorubens Schltr., 1906
- Cunonia austrocaledonica Brongn. ex Guillaumin, 1941
- Cunonia balansae Brongn. y Gris, 1873
- Cunonia bopopensis Pillon y H.C.Hopkins, 2012
- Cunonia bullata Brongn. y Gris, 1873
- Cunonia capensis L., 1759
- Cunonia cerifera Hoogland, 1997
- Cunonia deplanchei Brongn. y Gris, 1862
- Cunonia dickisonii Pillon y H.C.Hopkins, 2009
- Cunonia lenormandii Vieill. ex Brongn. y Gris, 1873
- Cunonia linearisepala (Guillaumin) Bernardi, 1964
- Cunonia macrophylla Brongn. y Gris, 1862
- Cunonia montana (Brongn. y Gris) Schltr., 1906
- Cunonia pseudoverticillata Guillaumin, 1948
- Cunonia pterophylla (Brongn. y Gris) Schltr., 1906
- Cunonia pulchella Brongn. y Gris, 1862
- Cunonia purpurea Brongn. y Gris, 1862
- Cunonia rotundifolia Däniker, 1931
- Cunonia rupicola Hoogland, 1997
- Cunonia schinziana Däniker, 1931
- Cunonia varijuga Hoogland, 1997
- Cunonia vieillardii Brongn. y Gris, 1862

#### Híbridos
- Cunonia × alticola Guillaumin, 1964
- Cunonia × bernieri Guillaumin, 1948
- Cunonia × koghicola H.C.Hopkins, J.Bradford y Pillon, 2009